# Roberto Frontali
Roberto Frontali (Roma, 1958) è un baritono italiano.

## Carriera
Il suo debutto avviene nel 1986 al Teatro dell'Opera di Roma nell'Agnese di Hohenstaufen di Gaspare Spontini. Da allora la sua carriera lo porta in molti teatri d'opera di tutto il mondo, tra cui il Covent Garden di Londra, il Met di New York, La Scala di Milano e l'Opéra Bastille di Parigi.
Al Teatro Verdi di Trieste nel 1988 è Valentine in Faust, Il conte Danilo Danilowitsch ne La vedova allegra, con Daniela Mazzucato, Luciana Serra, Max Renè Cosotti, Ariella Reggio ed Elio Pandolfi per la regia di Gino Landi, ed il Principe Eleckij in La dama di picche di Čaikovskij; nel 1989 è Antonio in Linda di Chamounix, con Lucia Aliberti; nel 1990 è Miller in Luisa Miller ed il barone di Valdeburgo ne La straniera, con Sara Mingardo; nel 1994 è Giorgio Germont ne La traviata, con Aleksandrina Pendačanska; nel 2005 è Renato in Un ballo in maschera, con Marco Berti, diretto da Renato Palumbo; nel 2013 è il Barone Scarpia in Tosca, diretta da Donato Renzetti.
Al teatro La Fenice di Venezia nel 1989 è Sharpless in Madama Butterfly, diretto da Daniel Oren.
Nel 1991 a Bilbao canta ne La Cenerentola, con Lucia Valentini Terrani, Rockwell Blake ed Ainhoa Arteta, ed è Olivier nella ripresa nel Teatro Comunale di Bologna del Capriccio di Strauss, diretto da Christian Thielemann con Raina Kabaivanska e Bruce Ford.
Nel Teatro Bellini di Catania, nel 1991 è Sharpless nella replica di "Madama Butterfly", diretto da Oren e nel 1992 è Giorgio Germont nella ripresa di "La traviata".
Al Wiener Staatsoper nel 1992 è Figaro ne Il barbiere di Siviglia, diretto da Fabio Luisi, e Belcore ne L'elisir d'amore, con Luca Canonici e Rolando Panerai diretto da Marcello Viotti.
Per il Metropolitan Opera House di New York debutta nel novembre 1992 come Belcore ne L'elisir d'amore con Enzo Dara; nel 1994 è Enrico in Lucia di Lammermoor nel Cunningham Park nel Queens, nel Great Kills Park a Staten Island con Ramón Vargas e Paul Plishka, in Central Park e nel Pelham Bay Park; nel 1995 è Germont ne La traviata, Marcello ne La bohème e Figaro ne Il barbiere di Siviglia con Jennifer Larmore e Robert Lloyd; nel 1998 è Enrico in Lucia di Lammermoor al Metropolitan diretto da Carlo Rizzi; nel 2000 è Il conte di Luna ne Il trovatore, con Neil Shicoff e Dolora Zajick; nel 2002 è Miller in Luisa Miller, con Barbara Frittoli e Denyce Graves, diretto da James Levine; nel 2005 è Ford in Falstaff, con Bryn Terfel, diretto da Levine; nel 2009 interpreta Rigoletto, con Aleksandra Kurzak e Giuseppe Filianoti e Michonnet in Adriana Lecouvreur (opera) con Maria Guleghina e Plácido Domingo, raggiungendo ottantuno recite al Metropolitan di New York.
Al Teatro alla Scala di Milano nel 1993 è Filippo Maria Visconti nella prima rappresentazione di Beatrice di Tenda, con Cecilia Gasdia e Vincenzo La Scola, diretto da Viotti, e Ford nella prima di Falstaff con Juan Pons, Vargas, Daniela Dessì e Bernadette Manca di Nissa diretto da Riccardo Muti; nel 1994 è il Dottor Malatesta in Don Pasquale, con Bruno de Simone ed Eva Mei; nel 1996 canta nel finale di Guglielmo Tell con Andrea Rost, Gemma Bertagnolli, Juan Diego Flórez e Michele Pertusi nel Concerto di Natale diretto da Muti trasmesso da Rai 1; nel 1997 sostituisce Renato Bruson come Giorgio Germont nella prima di La traviata diretta da Muti, nel 1999 Figaro nella prima di Il barbiere di Siviglia, con Sonia Ganassi diretto da Riccardo Chailly; nel 2001 è Giorgio Germont nella prima di La traviata diretta da Muti e nel 2006 è Lord Enrico Ashton nella prima di Lucia di Lammermoor, con Patrizia Ciofi, diretta da Roberto Abbado.
Al San Francisco Opera, nel 1993 è Riccardo ne I puritani, con June Anderson e Maurizio Arena (direttore d'orchestra).
Ancora a Vienna nel 1994 è Enrico in Lucia di Lammermoor, nel 1995 è Sir Riccardo Forth ne I puritani, con Marcello Giordani ed Edita Gruberová; nel 2002 è Giorgio Germont ne La traviata; nel 2006 è Rodrigo in Don Carlo, con Ferruccio Furlanetto e Fabio Armiliato ed il duca di Nottingham in Roberto Devereux, con Joseph Calleja; nel 2014 è Michonnet in Adriana Lecouvreur, con Massimo Giordano ed Angela Gheorghiu.
Nel 1996 è Enrico Ashton nella ripresa al Comunale di Firenze di Lucia di Lammermoor, diretta da Zubin Mehta con Mariella Devia e Carlo Colombara, e nella prima rappresentazione del Bunka Kaikan di Tokyo nella trasferta del Comunale fiorentino.
All'Opéra National de Paris nel 1996 è Enrico Ashton in Lucia di Lammermoor, con Sumi Jo, diretta da Bruno Campanella e nel 2000 è Giorgio Germont ne La traviata, con Rolando Villazón.
Per il Royal Opera House di Londra, nel 1997 è Figaro ne Il barbiere di Siviglia al Shaftesbury Theatre; nel 1999 Ford in Falstaff, con Desirée Rancatore, diretto da Bernard Haitink di cui esiste un DVD; nel 2002 il duca di Nottingham in Roberto Devereux e nel 2007 Stankar in Stiffelio, con José Cura.
Nel 1997 è Filippo Visconti nella ripresa al Bellini di Catania di "Beatrice di Tenda".
Ancora a Bilbao nel 1998 canta in Roberto Devereux e nel 2012 in Nabucco, con Colombara.
Al Grand Théâtre di Ginevra nel 1999 è Enrico Ashton in Lucia di Lammermoor con la Devia e Giordani e nel 2009 Simon Boccanegra con Alberto Gazale e Giacomo Prestia.
All'Arena di Verona debutta nel 2000 come Giorgio Germont ne La traviata di Verdi, opera che interpreta anche negli anni 2001 e 2013.
All'Opera di Chicago nel 2003 è Giorgio Germont ne La traviata, con sir Andrew Davis (direttore).
Ancora a Venezia il 31 dicembre 2006 ed il 1º gennaio 2007 canta nel Concerto di Capodanno di Venezia con Dīmītra Theodosiou e Filianoti, trasmesso da Rai 1; nel 2008 è Figaro ne Il barbiere di Siviglia, con Francesco Meli, di cui esiste un DVD; nel 2010 canta nel Rigoletto con la Rancatore, diretto da Chung Myung-whun, protagonista di una puntata di Prima della Prima di Rai 3.
Nel 1999 presso il teatro La Scala di Milano veste i panni dello straordinario personaggio rossiniano Figaro (protagonista dell'opera il Barbiere di Siviglia). Nel 2008 al Regio di Torino è Rigoletto con Riccardo Zanellato, portato anche in tournée a Wiesbaden, diretto da Gianandrea Noseda, ed al Teatro dell'Opera di Roma è Enrico Ashton in Lucia di Lammermoor.
Ancora a San Francisco nel 2010 è Sheriff Jack Rance ne La fanciulla del West, con Salvatore Licitra, diretta da Nicola Luisotti, e nel 2012 il Barone Scarpia in Tosca, con Giordano e la Gheorghiu.
Nel 2010 debutta come Don Carlo di Vargas ne La forza del destino al Comunale di Firenze, diretta da Mehta con Violeta Urmana e Roberto Scandiuzzi, protagonista della trasmissione "Prima della Prima" di Rai 3, ed è lo sceriffo Jack Rance ne La fanciulla del West, diretta da Bruno Bartoletti al Teatro Massimo di Palermo, trasmessa nel programma "Prima della Prima" di Rai 3.
Nel 2011 è Don Carlo in Ernani, con Ferruccio Furlanetto al Bunka Kaikan di Tokyo nella trasferta del Teatro Comunale di Bologna.
Nel 2012 è Gianni Schicchi con Marie-Nicole Lemieux e Michele ne Il tabarro al Theater an der Wien, Il Conte di Luna ne Il trovatore al Comunale di Bologna, e Stankar in Stiffelio al Teatro Regio di Parma (di cui esiste un DVD), trasmesso in "Prima della Prima" da Rai 3.
Al Teatro Filarmonico di Verona debutta nel 2013 come di Ezio in Attila di Verdi con Amarilli Nizza. Nello stesso anno è Rigoletto per il Deutsche Oper al Rhein all'Opernhaus di Düsseldorf ed al Theater der Stadt di Duisburg, Nabucco al Teatro Regio di Parma ed al Teatro Comunale di Bologna, Count Ankarström in Un ballo in maschera al Centro Nazionale per le Arti dello Spettacolo di Pechino, Gianni Schicchi e Michele ne Il tabarro a Copenaghen per la Royal Danish Opera, Simon Boccanegra al Regio di Parma e Falstaff con Carmen Giannattasio, diretto da James Conlon, alla Los Angeles Opera.
Nel 2014 è Iago nell'Otello di Verdi, con Berti diretto da Luisotti al Teatro San Carlo di Napoli, ripreso dalla RAI.
Nel 2020 è Rigoletto nell'opera omonima di Verdi, con Rosa Feola e Iván Ayón Rivas, diretto da Daniele Gatti, al Circo Massimo di Roma, nella prima rappresentazione dell'Opera di Roma dopo la pandemia del COVID-19, in presenza del Presidente della Repubblica Sergio Mattarella.
Nel suo repertorio i classici ruoli verdiani (Simon Boccanegra, Giorgio Germont de La traviata, Rigoletto, il Conte di Luna de Il trovatore, ecc.) ma anche ruoli che vanno da Rossini (Il barbiere di Siviglia), a Bellini (Beatrice di Tenda, Il pirata), Donizetti (Lucia di Lammermoor, La Favorite), da Tchaikovsky (Eugenio Onieghin) al verismo musicale (Michonnet in Adriana Lecouvreur di Cilea).

## Repertorio
| Ruolo                  | Titolo                  | Autore      |
| ---------------------- | ----------------------- | ----------- |
| De Guiche              | Cyrano de Bergerac      | Alfano      |
| Ernesto                | Il pirata               | Bellini     |
| Valdeburgo             | La straniera            | Bellini     |
| Filippo Maria Visconti | Beatrice di Tenda       | Bellini     |
| Sir Riccardo Forth     | I puritani              | Bellini     |
| Michonnet              | Adriana Lecouvreur      | Cilea       |
| Onegin                 | Evgenij Onegin          | Čajkovskij  |
| Principe Eleckij       | La dama di picche       | Čajkovskij  |
| Michonnet              | Adriana Lecouvreur      | Cilea       |
| Golaud                 | Pelléas et Mélisande    | Debussy     |
| Belcore                | L'elisir d'amore        | Donizetti   |
| Enrico Ashton          | Lucia di Lammermoor     | Donizetti   |
| Duca di Nottingham     | Roberto Devereux        | Donizetti   |
| Severo                 | Poliuto                 | Donizetti   |
| Alfonso IX             | La Favorita             | Donizetti   |
| Antonio                | Linda di Chamounix      | Donizetti   |
| Malatesta              | Don Pasquale            | Donizetti   |
| Carlo Gérard           | Andrea Chénier          | Giordano    |
| Valentine              | Faust                   | Gounod      |
| Danilo Danilowitsch    | La vedova allegra       | Lehár       |
| Tonio                  | Pagliacci               | Leoncavallo |
| Compar Alfio           | Cavalleria rusticana    | Mascagni    |
| Marcello               | La bohème               | Puccini     |
| Scarpia                | Tosca                   | Puccini     |
| Sharpless              | Madama Butterfly        | Puccini     |
| Jack Rance             | La fanciulla del West   | Puccini     |
| Michele                | Il tabarro              | Puccini     |
| Gianni Schicchi        | Gianni Schicchi         | Puccini     |
| Figaro                 | Il barbiere di Siviglia | Rossini     |
| Dandini                | La Cenerentola          | Rossini     |
| Filippo di Borgogna    | Agnese di Hohenstaufen  | Spontini    |
| Olivier                | Capriccio               | Strauss     |
| Nabucco                | Nabucco                 | Verdi       |
| Don Carlo              | Ernani                  | Verdi       |
| Ezio                   | Attila                  | Verdi       |
| Macbeth                | Macbeth                 | Verdi       |
| Francesco Moor         | I masnadieri            | Verdi       |
| Miller                 | Luisa Miller            | Verdi       |
| Stankar                | Stiffelio               | Verdi       |
| Rigoletto              | Rigoletto               | Verdi       |
| Conte di Luna          | Il trovatore            | Verdi       |
| Giorgio Germont        | La traviata             | Verdi       |
| Guido di Monforte      | I vespri siciliani      | Verdi       |
| Simon Boccanegra       | Simon Boccanegra        | Verdi       |
| Renato                 | Un ballo in maschera    | Verdi       |
| Don Carlo di Vargas    | La forza del destino    | Verdi       |
| Rodrigo di Posa        | Don Carlo               | Verdi       |
| Amonasro               | Aida                    | Verdi       |
| Jago                   | Otello                  | Verdi       |
| Ford Falstaff          | Falstaff                | Verdi       |

## Discografia parziale
- Donizetti, L'elisir d'amore - Alessandra Ruffini/Mariangela Spotorno/Roberto Frontali/Simone Alaimo/Vincenzo La Scola/Pier Giorgio Morandi/Hungarian State Opera Orchestra, 1996 Naxos
- Duetti verdiani - Roberto Frontali/Amarilli Nizza/Ostrava Dvorak Theatre Orchestra/Gianluca Martinenghi, 2011 Dynamic

## Filmografia
- Gianni Schicchi, regia di Damiano Michieletto (2021)